# Thomas Cornish
Thomas "Tom" Cornish (né le 15 février 2000 à Sydney) est un coureur cycliste australien, qui pratique le cyclisme  sur piste. Il est notamment champion du monde de vitesse par équipes en 2022.

## Biographie
S'il devient champion d'Australie chez les moins de 17 ans en 2016, Thomas Cornish se spécialise rapidement dans les disciplines de vitesse sur piste. Entre 2016 et 2018, il remporte sept médailles aux championnats d'Océanie sur piste juniors (moins de 19 ans), dont quatre titres sur le kilomètre, le keirin et la vitesse. En 2018, il participe aux championnats du monde sur piste juniors à Aigle en Suisse. Il devient champion du monde du kilomètre et bat le record du monde chez les juniors, en réalisant 1 minute et 498 centièmes en qualification. Il est également vice-champion du monde de vitesse juniors, après une défaite en finale face au Polonais Cezary Laczkowski.
En 2019, il devient champion d'Australie du kilomètre chez les élites. En février 2020, il est sélectionné pour les mondiaux sur piste à Berlin, où il remplace au pied levé l'ancien champion du monde Matthew Glaetzer qui s'est blessé. Cornish participe à la vitesse par équipes, où le trio australien (avec Nathan Hart et Matthew Richardson) remporte la médaille de bronze en battant la France en petite finale.
Après être devenu double champion d'Australie en 2021, il remporte d'autres succès internationaux en 2022. Lors de la Coupe des nations à Glasgow, il gagne la vitesse par équipes avec Leigh Hoffman et Matthew Richardson. Il est également double champion d'Océanie, tandis qu'il remporte le kilomètre aux Jeux du Commonwealth. Lors des mondiaux de Saint-Quentin-en-Yvelines de 2022, il devient champion du monde de vitesse par équipes, en mettant fin au règne des sprinteurs néerlandais. Aux mondiaux de l'année suivante, il décroche l'argent en vitesse par équipes et le bronze sur le kilomètre. En 2024, il est à nouveau vice-champion du monde de vitesse par équipes.
Après les championnats d'Océanie de 2025, où il gagne trois médailles, dont deux titres, il décide de changer de spécialité en quittant les disciplines du sprint pour l'endurance. Il explique avoir l'impression d'être arrivé à son potentiel maximal en sprint et de ne plus progresser.

## Palmarès

### Championnats du monde
| Édition / Épreuve              | Kilomètre | Vitesse individuelle | Vitesse par équipes                    |
| Aigle 2018 (juniors)           | Or        | Argent               |                                        |
| Berlin 2020                    |           |                      | Bronze                                 |
| Saint-Quentin-en-Yvelines 2022 |           |                      | Or (avec Hoffman, Glaetzer et Cornish) |
| Glasgow 2023                   | Bronze    |                      | Argent                                 |
| Ballerup 2024                  |           |                      | Argent                                 |

### Coupe des nations
- 2022
  - 1er de la vitesse par équipes à Glasgow (avec Matthew Richardson et Leigh Hoffman)
- 2023
  - 1er de la vitesse par équipes à Jakarta (avec Matthew Richardson et Leigh Hoffman)
- 2024
  - 1er de la vitesse par équipes à Adélaïde (avec Leigh Hoffman, Matthew Richardson et Matthew Glaetzer)
  - 1er de la vitesse par équipes à Hong Kong (avec Leigh Hoffman, Matthew Richardson et Matthew Glaetzer)

### Jeux du Commonwealth
| Édition / Épreuve | Kilomètre | Keirin | Vitesse individuelle |
| Birmingham 2022   | Argent    | 8e     | 1/4 de finale        |

### Championnats d'Océanie
| Édition / Épreuve        | Kilomètre | Keirin | Vitesse individuelle | Vitesse par équipes |
| Melbourne 2016 (juniors) | Argent    |        | Bronze               | Or                  |
| Cambridge 2017 (juniors) |           | Or     | Argent               |                     |
| Adélaïde 2018 (juniors)  | Or        |        |                      | Or                  |
| Invercargill 2019        | 5e        |        |                      | 4e                  |
| Brisbane 2022            | Or        |        |                      | Or                  |
| Brisbane 2023            | Argent    |        |                      | Bronze              |
| Cambridge 2024           | Or        | Argent |                      |                     |
| Brisbane 2025            | Or        |        | Bronze               | Or                  |

### Championnats d'Australie
- 2019
  -  Champion d'Australie du kilomètre
- 2020
  -  Champion d'Australie du kilomètre
- 2021
  -  Champion d'Australie du kilomètre
  -  Champion d'Australie de vitesse par équipes
- 2023
  - 2e du kilomètre
  - 2e du keirin
  - 2e de la vitesse individuelle
  - 3e de la vitesse par équipes
- 2024
  - 2e de la vitesse par équipes
  - 3e de la vitesse individuelle